# Sokolí vrch (berg)
Sokolí vrch är ett berg i Tjeckien.   Det ligger i regionen Olomouc, i den östra delen av landet, 200 km öster om huvudstaden Prag. Toppen på Sokolí vrch är 967 meter över havet.
Terrängen runt Sokolí vrch är kuperad åt sydost, men åt nordväst är den platt.Runt Sokolí vrch är det ganska tätbefolkat, med 172 invånare per kvadratkilometer. Närmaste större samhälle är Jeseník, 5,1 km sydost om Sokolí vrch. I omgivningarna runt Sokolí vrch växer i huvudsak blandskog.